# Никита Хрушчов
Никита Сергејевич Хрушчов (рус. Ники́та Серге́евич Хрущёв, слушајⓘ, укр. Мики́та Сергі́йович Хрущо́в; Калиновка, 17. април 1894 — Москва, 11. септембар 1971) је био вођа Совјетског Савеза након смрти Јосифа Стаљина. Био је први секретар Комунистичке партије Совјетског Савеза (КПСС) од 1953. до 1964. и Премијер Совјетског Савеза од 1958. до 1964.

## Рани дани
Никита Хрушчов је рођен у селу Калиновка, Дмитријев срез, Курска губернија Руске Империје (данас Курска област Руске Федерације). Године 1908. његова породица се преселила у Јузовку, Украјина. Мада је очигледно био интелигентан, био је у прилици да изучи само две године школе, и вероватно је постао потпуно писмен у својим касним двадесетим или раним тридесетим. Радио је као столар у разним фабрикама и рудницима. Током Првог светског рата, Хрушчов се умешао у активности трговачког синдиката, а након Бољшевичке револуције 1917. борио се у Црвеној армији. Постао је члан партије 1918. и радио је на разним управним и партијским положајима у Донбасу и Кијеву.
Године 1931, Хрушчов је премештен у Москву, а 1935. је постао први секретар Московског градског комитета (Москва Горком). 1938. је постао први секретар Централног комитета украјинске комунистичке партије.
Од 1934. је био члан Централног Комитета КПСС, и члан Политбироа Централног Комитета од 1939.

## Други светски рат
Током Другог светског рата, Хрушчов је служио као високи политички официр.
У месецима након немачке инвазије, 1941. Хрушчов је, као локални вођа партије, координисао одбрану Украјине, али је отпуштен и опозван у Москву након предаје Кијева. Касније је био политички комесар током Стаљинградске битке и виши политички официр на југу Совјетског Савеза у ратном периоду — био је у Курску, ушао у ослобођени Кијев, и учествовао у разбијању националиста Степана Бандере из Организације украјинских националиста (који су били у савезу са нацистима, пре него што су се борили са њима у Западној Украјини).

## Долазак на власт
Након Стаљинове смрти, марта 1953. дошло је до борбе око власти између различитих фракција у партији. Хрушчов је победио, поставши партијски вођа 7. септембра исте године, а његов главни ривал, шеф НКВД-а Лаврентиј Берија, је ликвидиран у децембру. Пратио је реформски курс, и шокирао делегате на 20. партијском конгресу, 23. фебруара, 1956, својим чувеним Тајним говором у коме је одбацио „култ личности“, који је окруживао Стаљина, и оптужио Стаљина за злочине почињене током Великих чистки. Ово је практично отуђило Хрушчова од конзервативнијих елемената у партији, али је он успео да победи оно шта је назвао Антипартијском групом након што нису успели да га отерају са власти 1957. године.
Хрушчов је заменио Георгија Маљенкова на месту премијера 1958. године, и устоличио се као неприкосновени вођа и партије и државе. Постао је Премијер Совјетског Савеза 27. марта 1958. године. Хрушчов се залагао за реформу совјетског система, и почео је да ставља акценат на производњу потрошних добара уместо тешке индустрије.
Током посете Ричарда Никсона Совјетском Савезу 1959. године, Хрушчов је учествовао у ономе шта је касније постало познато као Кухињска дебата. Хрушчовљев нови став према западу као ривалу уместо као злом ентитету је отуђио СССР од комунистичке Кине.

## Хрушчовљев темперамент и таштина
Хрушчова су политички непријатељи у Совјетском Савезу сматрали простаком и нецивилизованим сељаком, са репутацијом човека који прекида говорнике како би их вређао. Политбиро га је једном оптужио за 'планирање зечјом интелигенцијом' - што се односило на његову погрешну политику. Мада је био интелигентан (што су и његови политички непријатељи признали након што их је победио) и дефинитивно лукав, недостајало му је знање и разумевање спољњег света изван личног искуства и често би показивао како су људи могли да га изманипулишу научним терминима и користећи се његовом таштином и предрасудама. На пример, подржавао је Трофима Лисенка чак и након Стаљинових година, и био је убеђен да би се совјетска пољопривредна криза могла превазићи сађењем кукуруза, на исти начин као у САД, не водећи рачуне о различитостима у клими и земљишту, које су ово учиниле непрепоручљивим.
Учестало је ометао конференцију Уједињених нација септембра и октобра 1960. ударајући песницама по столу, и вичући на руском током говора. 29. септембра, 1960. Хрушчов је двапут прекинуо говор британског премијера, Харолда Макмилана вичући и ударајући по столу. Смирени Макмилан је одговорио: „Желео бих да се ово преведе ако он ишта жели да каже“.
У Уједињеним нацијама, две недеље касније, Лоренцо Сумулонг, делегат Филипина, је упитао Хрушчова како може да протестује против западног капиталистичког империјализма док Совјетски Савез истовремено убрзано асимилује источну Европу. Хрушчов се разбеснео и рекао Сумулонгу да је „колуј и ставленик империализма“, што је преведено као „глупак, марионета и лакеј империјализма“, након чега је настао мит о томе како је лупао ципелом по столу .
Једном приликом је Хрушчов рекао о капитализму: "Сахранићемо те". Ова изјава је била двосмислена и на руском и на енглеском, и схватана је на разне начине. Чувено је његово разметање америчком председнику: „Сахранићемо вас. Наше ракете могу да погоде муву изнад Сједињених Држава."

## Присилно повлачење
Хрушчовљеви партијски ривали су га разрешили на састанку Централног комитета 14. октобра, 1964. Разрешење је било умногоме због његовог особењаштва и чудних манира, које је партија сматрала огромном бруком на међународној сцени. Комунистичка партија је наставила да оптужује Хрушчова за чињење политичких грешака, као што је провоцирање Кубанске ракетне кризе и дезорганизовање совјетске економије, посебно у пољопривредном сектору.
Након уклањања са власти, Никита Хрушчов је провео седам година у кућном притвору. Умро је у свом дому у Москви, 11. септембра, 1971.

### Кључни политички потези
- У свом Тајном говору, је оптужио Стаљина због његовог култа личности и његов режим за „кршење лењинистичких норми легалитета“, означивши почетак својих реформи.
- Распустио је Коминформ, и помирио се са Титом, што је окончало период Информбироа у историји Југославије.
- Успоставио је Варшавски пакт.
- Наредио је гушење Мађарске револуције 1956.
- Издвојио Крим из Русије и доделио га Украјини, 1954.
- Подржао је Египат 1956, током Суецке кризе.
- Промовисао је доктрину „мирне коегзистенције“ у спољној политици, праћену слоганом „стићи и престићи запад“ у унутрашњој политици и економији.
- Кинеско-совјетски раскол започет Хрушчовљевим разговорима са САД, и одбијањем да подржи кинески нуклеарни програм.
- Започео свемирски програм Совјетског Савеза, у коме је лансиран Спутњик I, и Јуриј Гагарин отишао у свемир, што је довело СССР у предност у свемирској трци. Учествовао у преговорима о заједничком програму за слање човека на Месец са америчким председником Џоном Кенедијем. Ови преговори су завршени са атентатом на Кенедија, 1963. године.
- Отказао састанак самита због Герија Пауерса, и инцидента са У-2.
- Сусрет са Ричардом Никсоном у Ајови.
- Иницирао је постављање нуклеарних ракета на Куби, што је довело до Кубанске ракетне кризе.
- Ојачао је Гвоздену завесу одобривши затварање границе око Западног Берлина. Ово је довело до изградње Берлинског зида, 1961.

### Кључни економски потези
- Увођење совнархоза, (Савеза народне економије), регионалних организације, у покушају да се избори са централизацијом
- Реорганизација пољопривреде, са давањем предности совхозима (државним фармама), укључујући преображај колхоза у совхозе, увођење кукуруза
- Борба са стамбеном кризом брзом изградњом милиона станова изградњом једноставних зграда без лифтова, „хрушчовки“.
- Увођење минималне зараде 1956.
- Девалвација рубље 10:1, 1961.

## Завештање
Хрушчов има једну од највиших постхумних репутација од свих вођа совјетске ере, и у Русији, и напољу.
Са позитивне стране, диве му се због његове ефикасности и за очување економије, која је током 1950-их и 1960-их имала веће стопе раста него код већине западних земаља, кад се упореди са стагнацијом која је започела са његовим наследницима. Такође је чувен по својој либералној политици, чији су резултати почели са распрострањеном рехабилитацијом политичких затвореника из гулага, као и обарање осуда за милионе жртава које нису преживеле.
Током Стаљинове ере, када би нека особа била проглашена кривом, цела породица би била истерана из својих домова, школа и послова. Са Хрушчовљевим програмом амнестије, бивши затвореници и њихови преживели рођаци су сада могли да живе нормалним животом без злогласних „вучијих карата“. Као резултат, већина затвора и радних логора су затворени или уништени, што је уштедело милионе рубаља.
Овакви токови су такође повећали значај потрошача, јер је Хрушчов више полагао на производњу потрошачких добара и станова него на тешку индустрију, што довело до брзог раста животног стандарда.
Уметности су такође профитирале од овог окружења либерализације, где су дела попут Солжењицинове књиге Један дан у животу Ивана Денисовича створиле осећај неслагања, који ће ескалирати током потоње ере Брежњева-Косјигина.
Такође је дозволио земљама источне Европе, које су биле под контролом Совјетског Савеза, већу слободу у унутрашњем и спољњем деловању, без интервенције Совјетског Савеза.
Његова дестаљинизација је имала огроман утицај на тадашње младе комунисте, као што је Александер Дубчек, који је постао вођа Чехословачке јануара 1968. Он је убрзао процес либерализације своје земље програмом Прашко пролеће. Михаил Горбачов, који је постао лидер Совјетског Савеза 1985, је могуће такође био инспирисан Хрушчовим, и то се може видети у његовим политикама гласности и перестројке.
Једна од позитивних тековина Хрушчовљеве ере је и снижавање тензија између Совјетског Савеза и Југославије - тензија које су претиле да доведу до инвазије Црвене армије на Југославију.
Са негативне стране, Хрушчов се критикује због свог немилосрдног обрушавања на Мађарску, где је избила револуција, и због подстрекивања Источне Немачке у изградњи злогласног Берлинског зида августа 1961. Такође је имао врло лоше дипломатске вештине, што је одавало утисак да је неваспитан, нецивилизован и да је простак на западу, а у земљи су га сматрали неодговорним кловном.
Његови методи администрације, иако ефикасни, били су познати као лутајући, јер су претили да растуре велики број агенција из стаљинистичке ере. Опасно се коцкао 1962. око Кубе, што је замало довело до Трећег светског рата. Пољопривредна производња је једва пратила раст броја становника, јер су се лоше жетве мешале са добрим, што је кулминирало са катастрофалном 1963, коју су узроковале лоше временске прилике. Све ово је штетило његовом угледу након 1962, и било је довољно Централном комитету, који је био кључан за подршку Хрушчову, да реагује против њега. Искоришћена је његова десна рука, Леонид Брежњев за ово бескрвно свргавање.
Због резултата његове политике, као и због све регресивнијих ставова његових наследника, постао је популарнији кад је сишао са власти, што је навело многе дисиденте да се на његову еру осврћу са дозом носталгије.

## Остало
Како је проводио доста времена радећи у Украјини, Хрушчов је остављао утисак украјинског човека. Он је поспешивао ову слику, на пример носећи украјинску народну ношњу.
Хрушчовљев најстарији син, Леонид, је умро 1943, током Другог светског рата. Његов млађи син, Сергеј, је емигрирао у САД, и данас је амерички држављанин, и професор на Браун универзитету. Често пред америчком публиком прича о својим сећањима о „другој“ страни Хладног рата.